# Mimmi Kanervo
Pour les articles homonymes, voir Kanervo.
Mimmi Kanervo, née le 26 mai 1870 à Urjala (grand-duché de Finlande, Empire russe) et morte le 1er avril 1922 à Helsinki (Finlande), est une femme politique finlandaise membre du Parti social-démocrate. Elle est députée entre 1907 et 1917, comptant parmi les premières femmes parlementaires de l'histoire du pays.

## Biographie
Mimmi Kanervo naît à Urjala en 1870. Elle travaille comme domestique à la campagne et à Turku, avant de devenir secrétaire du Syndicat finlandais des travailleurs domestiques et de la restauration. Elle rejoint le Parti social-démocrate et devient membre du Comité fédéral de la Ligue des femmes du parti. En 1905, elle est membre du comité qui organise une grève générale.
Elle se présente aux élections législatives de 1907 sur la liste du Parti social-démocrate dans la circonscription de Turku-Nord. Élue, elle devient l'une des 19 premières femmes parlementaires de l'histoire du pays. Elle est réélue en 1908, 1909, 1910, 1911, 1913 et 1916, siégeant jusqu'en avril 1917. Pendant son mandat au Parlement, elle est membre des commissions des banques, des douanes et des finances.
En 1918, elle est emprisonnée pour raisons politiques. Après sa libération, elle travaille comme conférencière pour la Ligue des femmes du Parti social-démocrate. Elle meurt à Helsinki en 1922.